# Slow Burn
Slow Burn is een nummer van Britse muzikant David Bowie en de vierde track van zijn album Heathen uit 2002. Het nummer werd op 3 juni 2002 uitgebracht als de leadsingle van het album. Het nummer werd niet officieel in het Verenigd Koninkrijk uitgebracht, waar "Everyone Says 'Hi'" in september de eerste single van het album werd. Het nummer bevat The Who-gitarist Pete Townshend op gitaar. Bowie kreeg voor het nummer een nominatie voor de Grammy Awards in de categorie "Best Rock Male Vocal Performance".

## Videoclip
Een videoclip voor "Slow Burn" werd geüpload op het officiële YouTube-kanaal van Bowie op 23 maart 2011. In de video is Bowie te zien in witte kleding terwijl hij het nummer zingt in een studio, terwijl een jong meisje ronddwaalt in de donkere controleruimte en af en toe de spullen in de kamer aanraakt. De video bevat een bewerkte versie van het nummer. Er zijn geen credits gegeven voor de directie of andere dingen voor de clip.

## Tracklijst
- Alle nummers geschreven door Bowie.

Cd-versie (672744 1, Oostenrijk)
1. "Slow Burn" - 4:43
2. "Wood Jackson" - 4:48
3. "Shadow Man" - 4:46

Cd-versie 2 (COL 672744 2, Oostenrijk)
1. "Slow Burn" - 4:43
2. "Wood Jackson" - 4:48
3. "Shadow Man" - 4:46
4. "When the Boys Come Marching Home" - 4:46
5. "You've Got a Habit of Leaving" - 4:51

Cd-versie (Japan)
1. "Slow Burn" (edit) - 3:55
2. "Shadow Man" - 4:46
3. "When the Boys Come Marching Home" - 4:46
4. "You've Got a Habit of Leaving" - 4:51
5. "Baby Loves That Way" - 4:44

## Muzikanten
- David Bowie: zang, hoorn
- Pete Townshend: gitaar
- Tony Visconti: basgitar, recorders, B-vox, stringarrangement
- Matt Chamberlain: drums, loopprogrammering, percussie
- David Torn: gitaar, gitaarloops, Omnichord
- Jordan Rudess: piano, hammondorgel
- Gail Ann Dorsey: basgitaar op "Shadow Man"
- Earl Slick: ambientgitaar op "Shadow Man", akoestische en elektrische gitaar op "You've Got a Habit of Leaving"
- Mark Plati: akoestische gitaar op "Shadow Man", akoestische en elektrische gitaar op "You've Got a Habit of Leaving"
- Lisa Germano: viool op "Shadow Man" en "You've Got a Habit of Leaving"
- Carlos Alomar: gitaar op "When the Boys Come Marching Home"
- Mike Garson: piano op "You've Got a Habit of Leaving"
- Sterling Campbell: drums op "You've Got a Habit of Leaving"
- Emm Gryner, Holly Palmer: achtergrondzang op "You've Got a Habit of Leaving"
- The Scorchio Quartet
  - Greg Kitzis: eerste viool
  - Meg Okura: tweede viool
  - Martha Mooke: altviool
  - Mary Wooten: cello

## Hitnoteringen

### Nationale Hitparade top 50 /Single Top 100
| Hitnotering: 15-06-2002 t/m 22-06-2002 | Hitnotering: 15-06-2002 t/m 22-06-2002 | Hitnotering: 15-06-2002 t/m 22-06-2002 | Hitnotering: 15-06-2002 t/m 22-06-2002 |
| Week:                                  | 1                                      | 2                                      |                                        |
| -------------------------------------- | -------------------------------------- | -------------------------------------- | -------------------------------------- |
| Positie:                               | 70                                     | 69                                     | uit                                    |